# Варенжанка
Варенжа́нка или Варяжа́нка (укр. Варенжанка) — река, левый приток Западного Буга (бассейн Вислы), протекает в Червоноградском районе Львовской области, Украина и в Люблинском воеводстве, Польша.
Истоки реки расположены между сёлами Жнятын и Хлопятын (Польша), среди пологих холмов Сокальской гряды (часть Волынской возвышенности). Украинско-польскую границу пересекает западнее села Варяж, впадает в Западный Буг северо-восточнее села Шихтари.
Длина реки 35 км (по Украине 16 км), площадь бассейна 238 км². Пойма двусторонняя, местами заболоченная (особенно в нижнем течении).
Река очень извилистая — течёт сначала на восток, далее на север, потом опять на восток, снова на север и, наконец, на северо-восток.